# Mike Bailey
Michael James Bailey (Bristol, Inglaterra, 6 de abril de 1988) es un ex actor inglés de Bristol. Es conocido por actuar en el papel de Sid Jenkins en las temporadas uno y dos del drama adolescente Skins.

## Biografía
Antes de que comenzara a actuar, asistió a «Downend Comprehensive School». Tuvo mucha publicidad cuando trabajaba en una tienda. Después de la filmación de la primera serie de Skins, una estación de radio se enteró de dónde estaba trabajando y pidió a la gente a ir tomar fotos de él.

## Carrera
Bailey ha presentado el premio al «mejor solista» con su compañera de elenco de la serie Skins Hannah Murray en el NME Music Awards 2007. En el capítulo final de la primera temporada de la serie Skins cantó el papel principal en la canción «Wild World» interpretada originalmente por Cat Stevens. Ha grabado la canción como solista y también junto con la mayoría del elenco de la serie 1 y 2. Este papel le proporcionó la fama necesaria para continuar otros proyectos. También ha aparecido en el drama del Channel 4 1066: The Battle for Middle Earth como «Tofi», que fue emitido en mayo de 2009. Actualmente es maestro.
Tras el último proyecto de Bailey en 2017, terminó una carrera de arte dramático y completó la formación de profesor, y ahora trabaja como profesor de arte dramático en una escuela secundaria.

## Filmografía
| Año  | Título                            | Papel       |
| ---- | --------------------------------- | ----------- |
| 2007 | Skins                             | Sid Jenkins |
| 2009 | Three Moments in Heaven           | Jamie       |
| 2009 | 1066: The Battle for Middle Earth | Toffi       |
| 2013 | We Are the Freaks                 | Parsons     |
| 2017 | Hers and History                  | Luke        |